# Merkurhaus

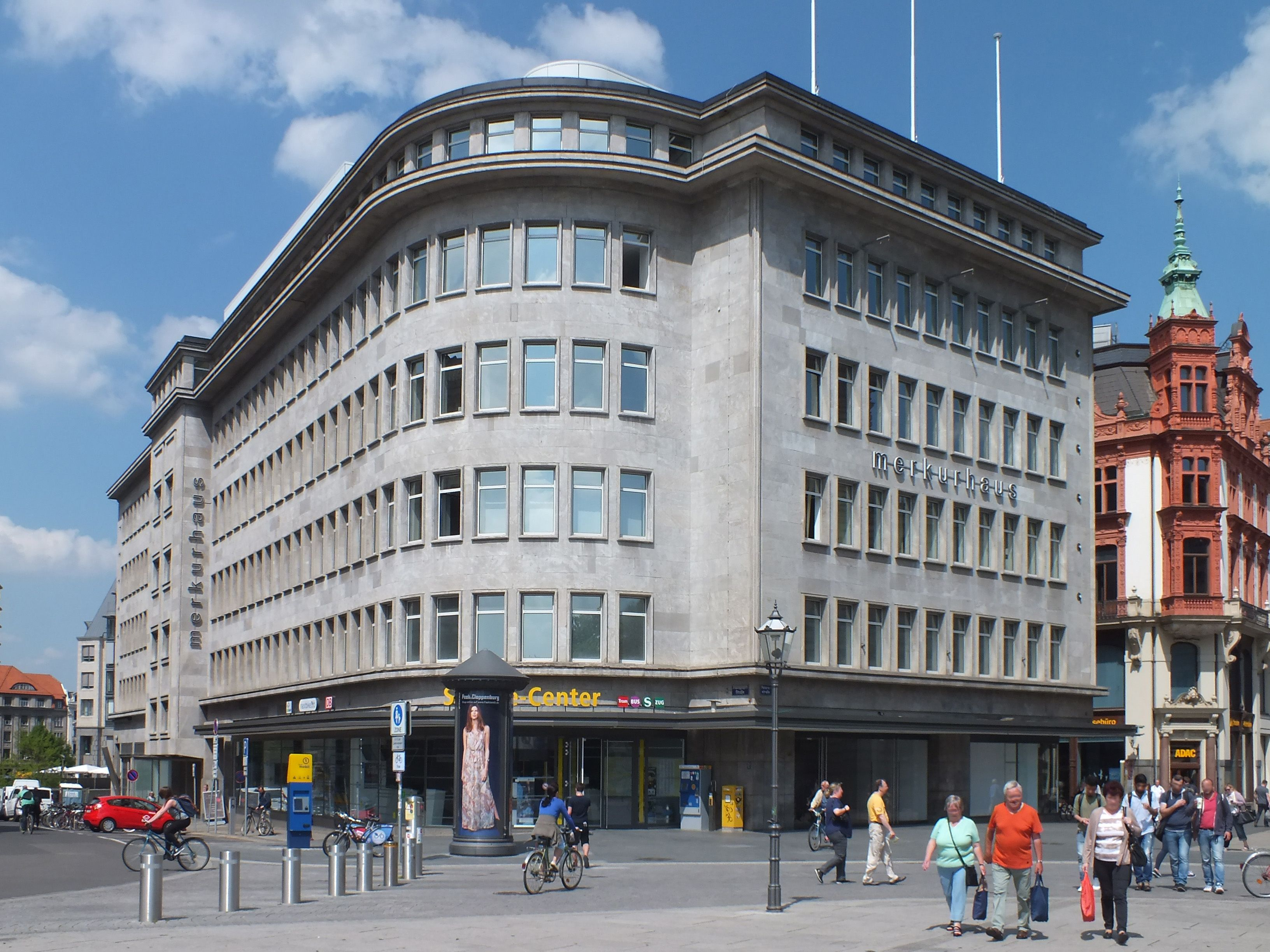
Merkurhaus (2016)

Das Merkurhaus in Leipzig ist ein Büro- und Geschäftshaus am südlichen Eingang der Petersstraße mit der Adresse Markgrafenstraße 2. Der Name des Hauses nimmt Bezug auf einen Vorgängerbau, auf dem eine Merkurstatue stand.

## Das Gebäude
Das sechsgeschossige Gebäude in Stahlbetonskelettbauweise erstreckt sich auf einer Grundfläche von 1380 m² zwischen Schlossgasse und Markgrafenstraße mit der Schmalseite zur Petersstraße. Die Südostecke ist abgerundet. Die Reihen der etwa 450 relativ schmalen Fenster in der Muschelkalk-Fassade ergeben eine strenge horizontale Gliederung, die durch breite Gesimse über dem Erdgeschoss sowie über dem vierten und fünften Obergeschoss noch betont wird. Durch die im Kontrast dazu stehenden erkerähnlichen Vorbauten an beiden Längsseiten wird an die barocke Erkerbautradition Leipzigs erinnert. Das Gebäude ist stilistisch der Neuen Sachlichkeit zuzurechnen und steht unter Denkmalschutz.

## Geschichte
Die Geschichte des Hauses begann mit einem kleinen Textil-Einzelhandelsgeschäft des Kaufmanns August Polich im Eckhaus Schlossgasse / Petersstraße, das u. a. durch ein 1866 aufgenommenes Foto überliefert ist. Bereits zehn Jahre später war das Geschäftshaus durch Aufstockung erweitert worden, die Verkaufsfläche erstreckte sich über die gesamte erste Etage. Nach weiteren zehn Jahren konnte August Polich den renommierten Architekten Arwed Roßbach (1844–1902) beauftragen, an gleicher Stelle ein fünfgeschossiges, an der Südostecke turmartig betontes Kaufhaus im Stil des Historismus zu errichten, das Modenhaus August Polich. Mitte der 1890er Jahre übernahm der Sohn Walter Polich das Unternehmen seines Vaters. Bereits um 1898 erweiterte Roßbach das Haus durch einen Vorbau auf ganzer Breite und Höhe der Südseite, dieser Bauteil wies in seiner Fassadengestaltung Einflüsse des Jugendstils auf. Auf der Spitze des Eckturms wurde eine vergoldete Merkurfigur mit Hermesstab, Flügelhelm und -schuhen platziert. Das Haus war mit modernster Technik ausgestattet, so wurde hier zum Beispiel im Dezember 1898 die erste Rolltreppe Deutschlands in Betrieb genommen, gebaut durch die Unruh & Liebig, Peniger Maschinenfabrik und Eisengießerei AG.

Vorgängerbauten des Merkurhauses
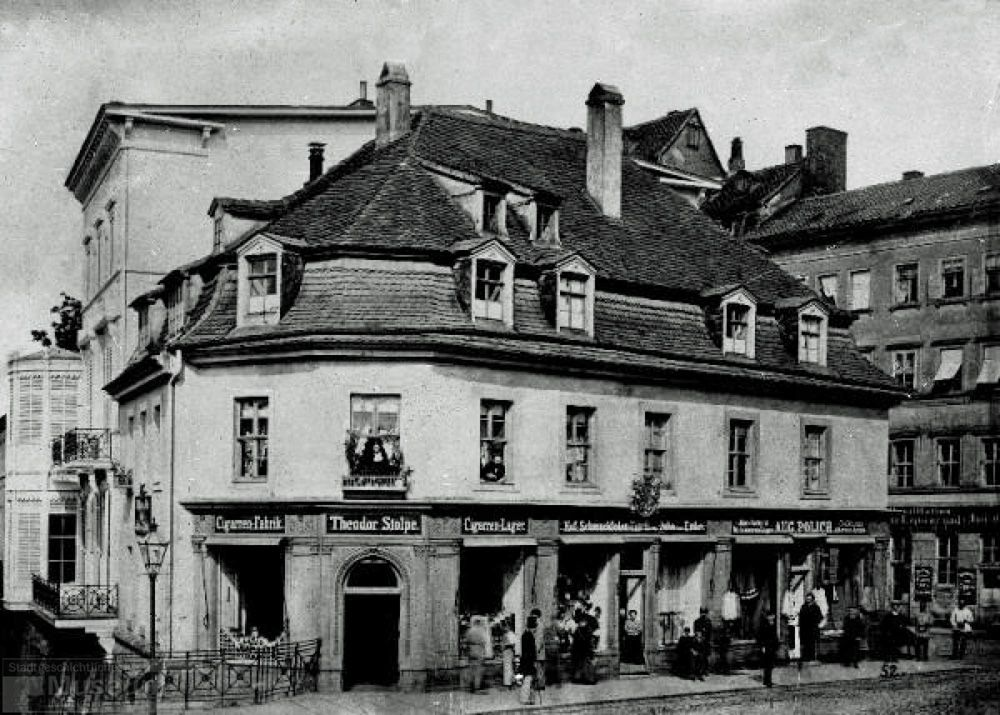
August Polichs Textilgeschäft (1866)
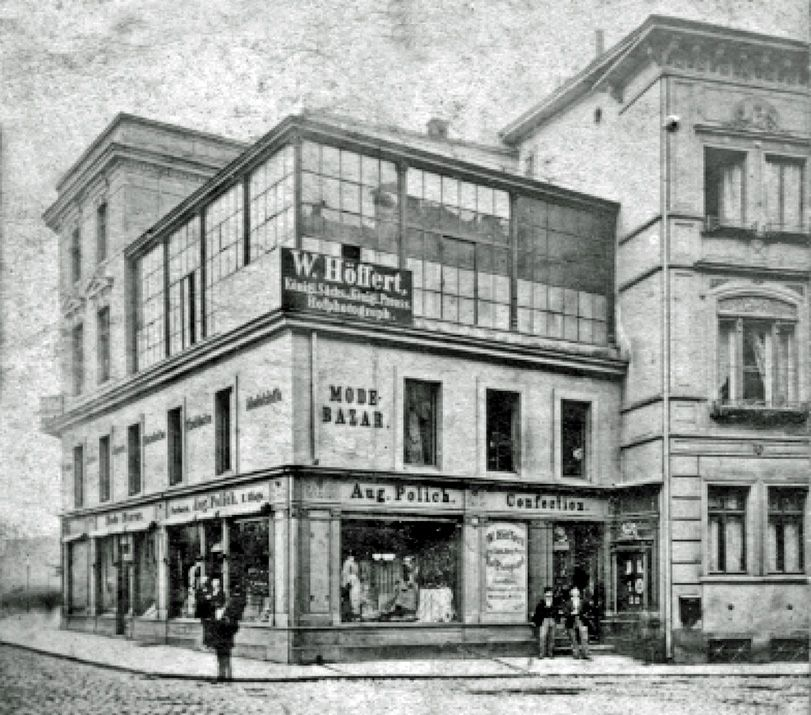
Nach der Aufstockung (1876)
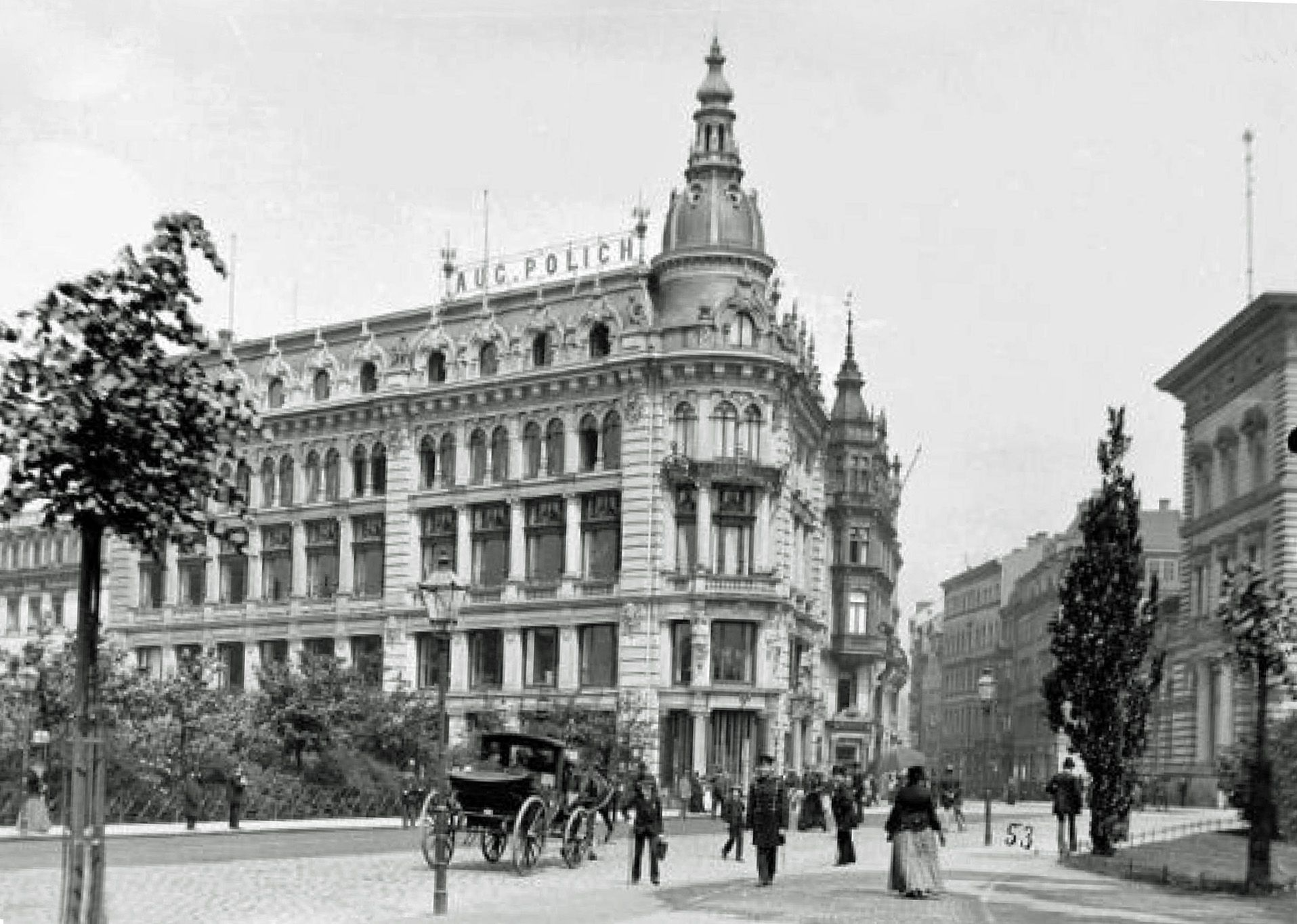
Neubau des Modenhauses August Polich (1888)
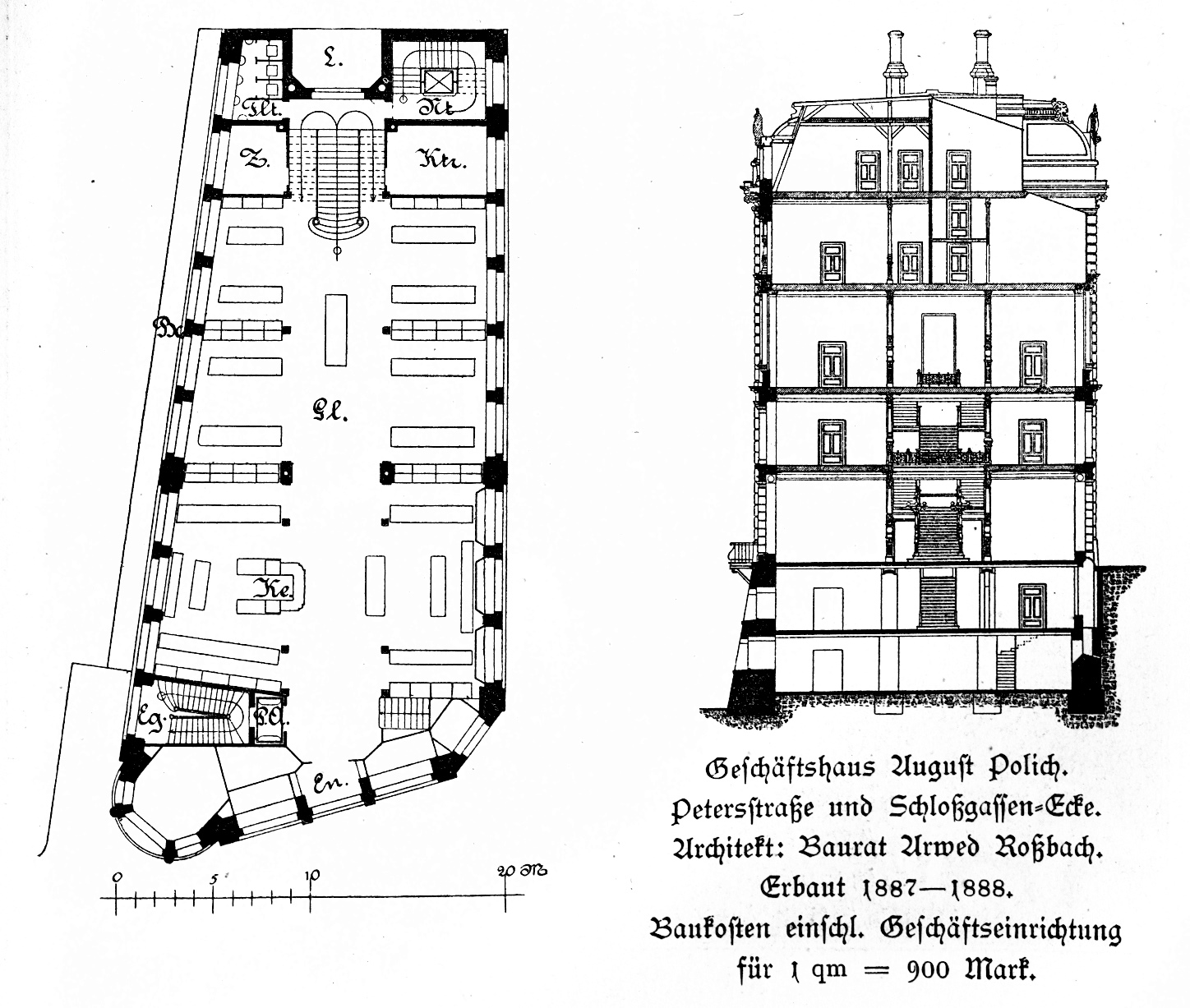
Grund- und Aufriss Modehaus Polich (1892)
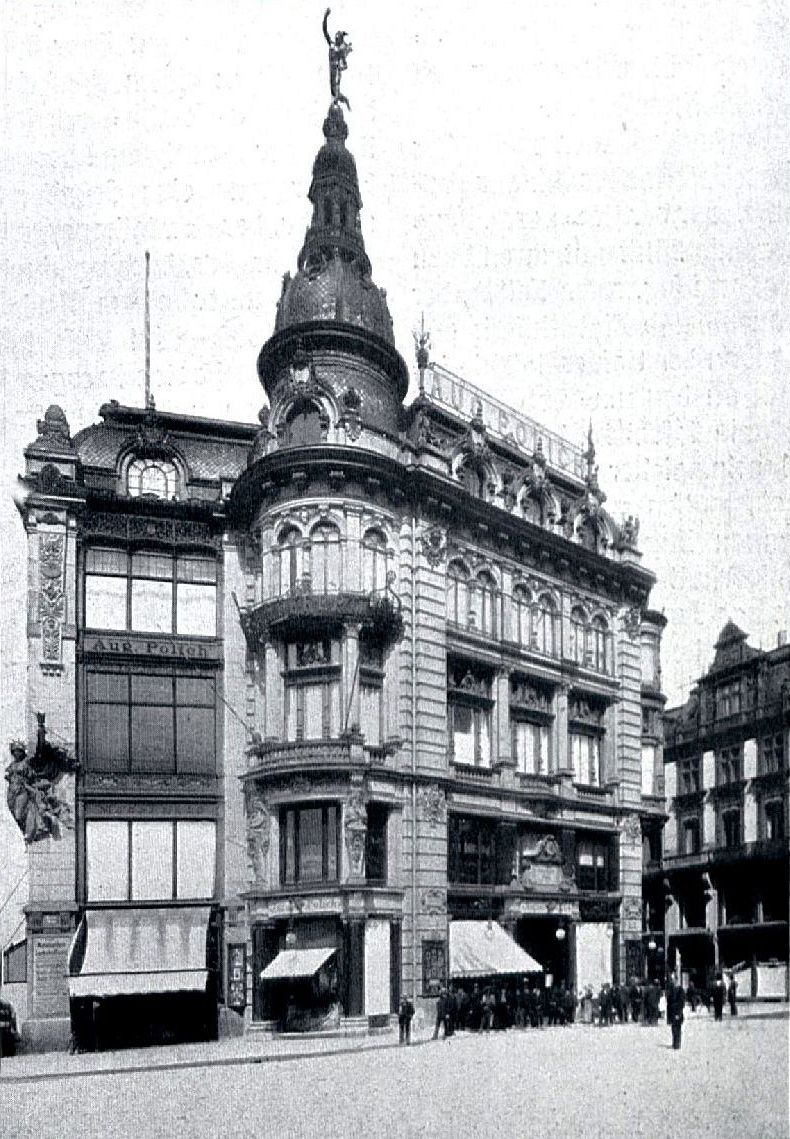
Modenhauses August Polich nach der Erweiterung (links) (1900)
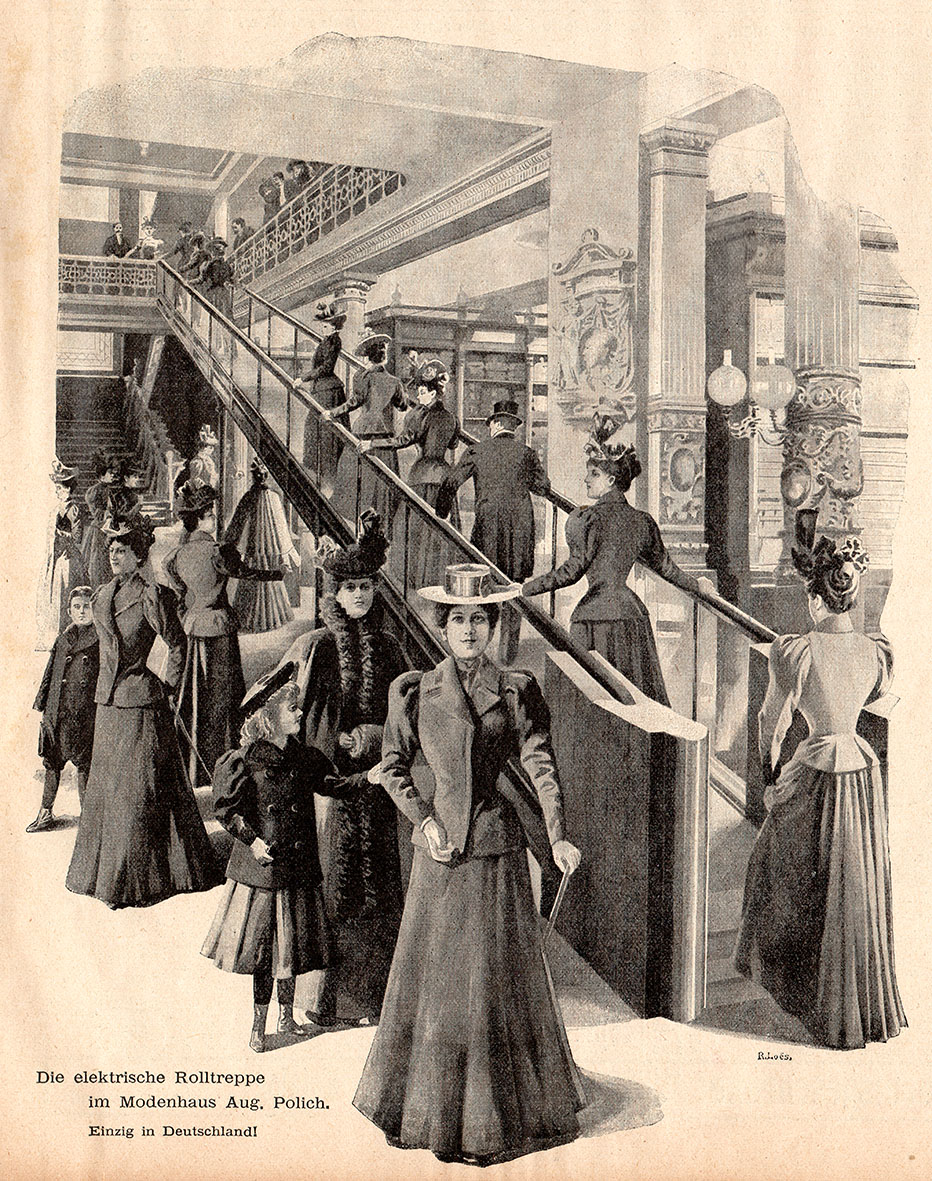
Rolltreppe im Kaufhaus Polich (um 1900)

In den Jahren 1932 und 1934 war das Textilkaufhaus August Polich in Konkursverfahren involviert. Wegen der Weltwirtschaftskrise hatte das Unternehmen immense Einbußen und war zahlungsunfähig. Die Textileinzelhandels-Kette C. & A. Brenninkmeyer erwarb das Unternehmen bei einer Zwangsversteigerung und veranlasste schließlich 1936 den Abriss. 1936/1937 wurde der bis heute bestehende Neubau errichtet. Die Entwürfe stammten von dem Architekten Karl Fezer (1900–1984), der als Schwiegersohn des Architekten Sepp Kaiser (1872–1936) auch dessen Nachfolger als Hausarchitekt der Unternehmerfamilie Brenninkmeyer war. In der Bevölkerung hieß das Gebäude Brenninkmeyer-Haus. Jedoch schon bei Polich stand nach 1900 die Figur des Merkur auf der Turmspitze.
Nach 1945 wurde das Gebäude unter die Verwaltung des Rates der Stadt gestellt und als Sitz der Wirtschaftswissenschaftlichen Fakultät der Universität Leipzig bzw. der Hochschule für Binnenhandel genutzt. Während der Messezeiten war zusätzlich das Pressezentrum untergebracht. Im Erdgeschoss wurde später ein „Haus der Mode“ eingerichtet. Von 1969 bis 1991 war das Haus Heimstätte der Handelshochschule Leipzig.
Nach umfassender Sanierung wurde das Gebäude von 1991 bis 2001 wieder von der Firma Brenninkmeyer als Kaufhaus genutzt. 2002 eröffnete die Karstadt AG mit Karstadt Sport auf vier Etagen das größte Sporthaus der neuen Bundesländer. Gegenwärtig (2023) sind im Haus verschiedene Handelseinrichtungen, Dienstleister und Büromieter vertreten, wie z. B. ein dm-drogerie markt, das Servicecenter der Leipziger Verkehrsbetriebe, zwei Physiotherapieeinrichtungen und die Stadtwerke Leipzig.